# 仏教八小名山

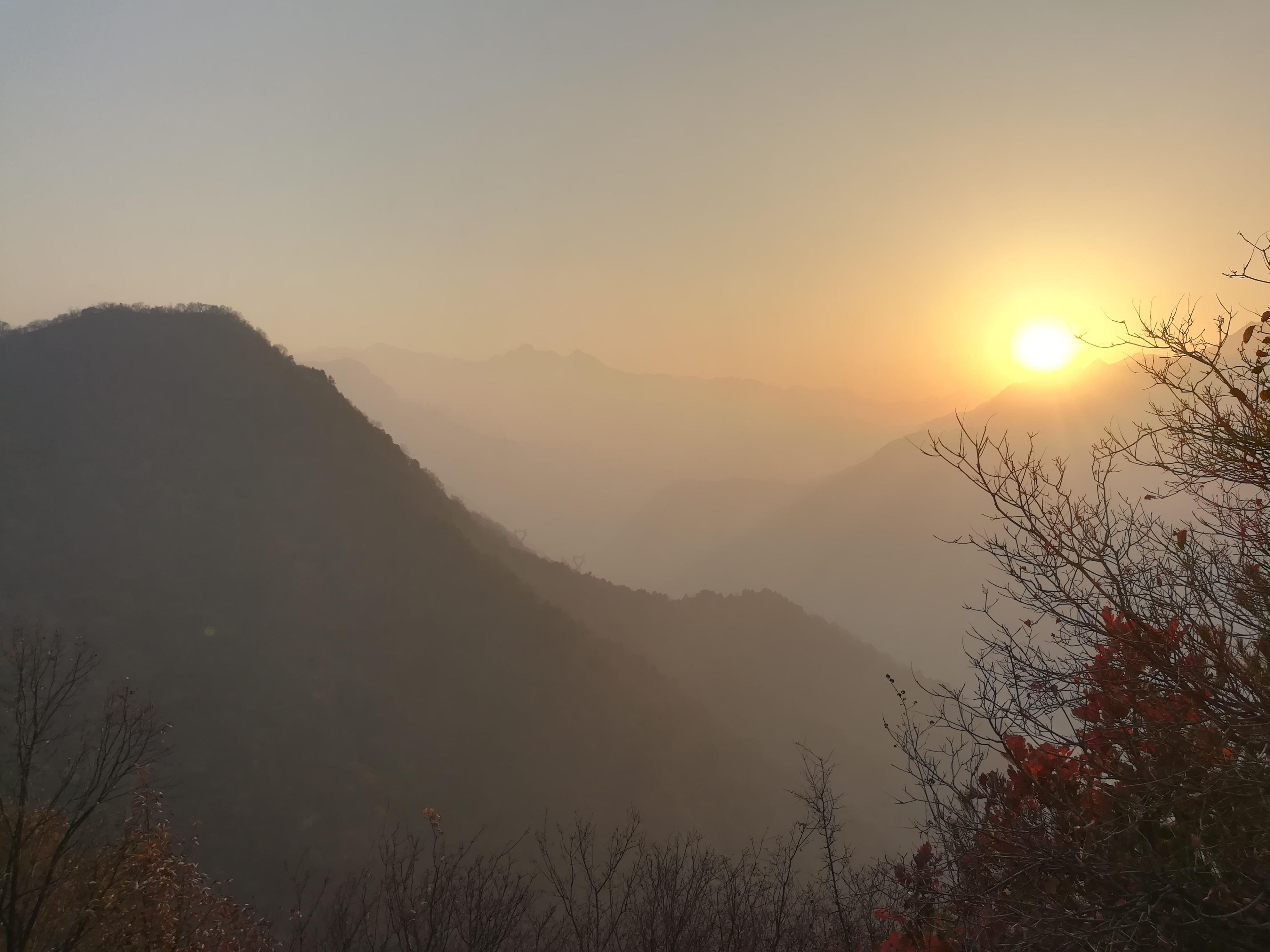
終南山

中国四大仏教名山（山西省五台県の五台山、四川省楽山市の峨眉山、安徽省池州市の九華山、浙江省舟山市の普陀山）は非常に有名であるが、この他にも多くの名山があり、そのため、追加的に仏教八小名山が言われるようになった。中国各地にあり、四大名山には劣るものの見どころが多い場所である。具体的には江蘇の狼山、湖南の衡山、河南の嵩山、江西の廬山、雲南の鶏足山、浙江の天台山、陝西の終南山、北京の香山になる。

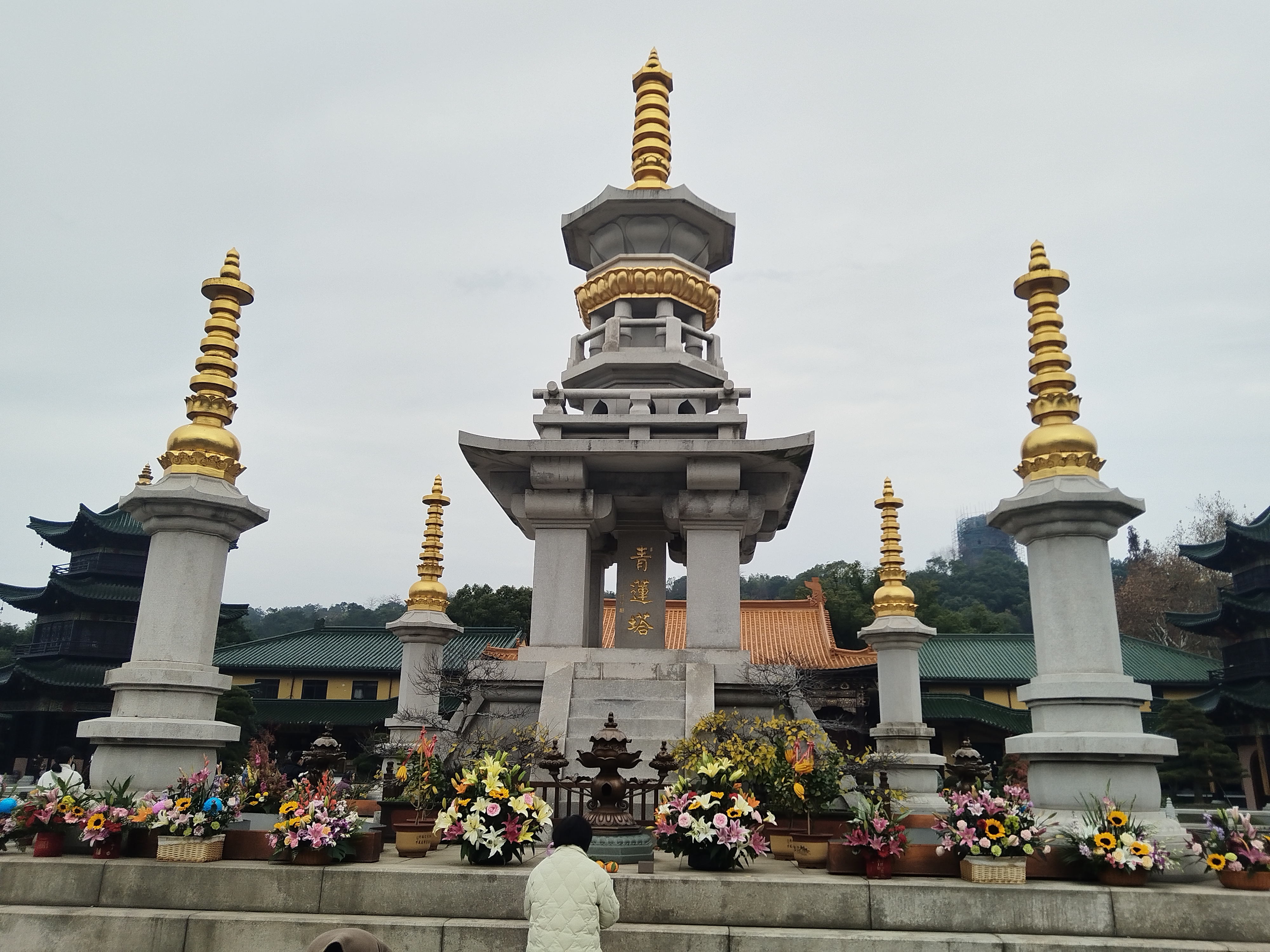
廬山の東林寺　舎利塔

簡単に説明すると、狼山は勢至菩薩の聖地で、衡山は道教の聖地でもあり、釈尊の仏舎利が残っていることで有名である。嵩山はお馴染みの少林寺があることで有名で、廬山は阿弥陀如来の聖地である東林寺が有名だ。鶏足山は仏典に出てくることから、その逸話を信じてくる人が多く、摩訶迦葉の聖地であり、禅宗の聖地でもある。天台山は天台宗の聖地であり、終南山は浄土宗の聖地で、善導大師が居た場所である。香山は特段特徴があるわけではないが、北京にあることと孫文が亡くなった後に一時的に安置されたことで有名である。